# Ray Arcel
Ray Arcel est un entraîneur de boxe américain né le 30 août 1899 à Terre Haute dans l'Indiana et mort le 6 mars 1994.

## Biographie
Il grandit à Harlem et commence très tôt à entraîner au Stillman's Gym, près de l'ancien lieu où se trouvait le Madison Square Garden sur la 8e avenue dans les années 1920. 
Au cours de sa carrière, qui s'étend jusque dans les années 1980, Arcel a mené de nombreux boxeurs au titre mondial : Benny Leonard, Ezzard Charles, Jim Braddock, Barney Ross, Bob Olin, Tony Zale, Billy Soose, Ceferino Garcia, Lou Brouillard, Teddy Yarosz, Freddie Steele, Jack Kid Berg, Alfonso Frazer, Abe Goldstein, Frankie Genaro, Sixto Escobar, Charley Phil Rosenberg, Roberto Durán et Larry Holmes.

## Distinction
- Ray Arcel est membre de l'International Boxing Hall of Fame depuis 1991[1].

## Référence
1. ↑  (en) Biographie de Ray Arcel (ibhof.com)